# Протесты в Грузии против закона об «иноагентах» (2023)
Протесты в Грузии (2023) — серия уличных демонстраций, проходивших по всей Грузии с 6 по 10 марта 2023 года вследствие поддержки парламентом нового «Закона о прозрачности иностранного влияния», который требует от НПО регистрации в качестве «агентов иностранного влияния», если их иностранное финансирование составляет более 20 % от их общего дохода. В Тбилиси полиция использовала водомёты и слезоточивый газ для разгона протестов. Однако под давлением протестов правящие силы Грузии отозвали законопроект об «иностранных агентах» из парламента.
Весной  2024 года власти Грузии повторно внесли закон об «иноагентах» в парламент, чем вызвали новую волну протестов.

## Предыстория

### Ситуация в Грузии
В 2012  году партия Грузинская мечта выиграла парламентские выборы, победив Единое национальное движение — партию Михаила Саакашвили. С тех пор Грузинская мечта правила в Грузии. Лидер партии — миллиардер Бидзина Иванишвили, одной из главных целей своей политической силы поставил улучшение отношений с Россией. При этом грузинские власти сохранили прозападную риторику и провозглашали курс на вступление в НАТО и ЕС. Вместе с тем правящие силы Грузии вели активную борьбу с грузинской оппозицией, но грузинским властям долгое время удавалось избегать острых конфликтов с Западом.
3 марта 2022 года Грузия вслед за Украиной и Молдовой подала заявку на вступление в ЕС. Однако 23 июня 2022 года Европарламент предоставил статус страны-кандидата на членство в ЕС Украине и Молдове, но не Грузии. В сентябре 2022 года глава дипломатии ЕС Жозеп Боррель заявил, что для успешного продвижения на пути в Евросоюз Грузии необходимо провести реформы в сфере судебной системы, верховенства закона и свободы СМИ.
Однако к 2023 году политика грузинских властей давала много поводов для их критики со стороны членов Европарламента, таких как тюремное заключение тяжело больного Михаила Саакашвили и давление на оппозиционные каналы «Формула» и «TV Pirveli».

### Законопроект об иноагентах
В декабре 2022 года депутаты движения «Сила народа» пообещали внести в парламент законопроекты по регулированию деятельности СМИ и неправительственных организаций, заявив что это «поможет положить конец поляризации в обществе и обеспечить защиту государственных интересов». При этом представители движения «Сила народа» заявили, что при разработке своих инициатив они использовали европейский и американский опыт.
Парламентская фракция «Сила народа» была создана выходцами из правящей партии «Грузинская мечта» вскоре после российского вторжения в Украину. «Сила народа» в целом поддерживала власти Грузии, но активно использовала антизападную риторику, упрекая власти Грузии в том, что те слабо противостоят давлению со стороны США. Движение обвиняло Запад в стремлении втянуть Грузию в войну с Россией, чтобы открыть «второй фронт» против Москвы, а также позиционировало себя как противодействие «пропаганде либеральной идеологии», которая якобы ведет к «полному опустошению общества от национальных и христианских ценностей». Ряд экспертов заявляли, что «Сила народа» — это проект грузинских властей, с помощью которых они озвучивают наиболее радикальные антизападные лозунги. При этом глава правящей партии «Грузинская мечта» Ираклий Кобахидзе заявлял, что у его политической силы и фракции «Сила народа» нет значительных разногласий в вопросах ценностей, а есть лишь «тактические разногласия».
14 февраля 2023 года депутаты «Сила народа» внесли в парламент Грузии  законопроект «О прозрачности иностранного влияния». Его авторы предложили создать в Грузии  реестр «иностранных агентов», в котором будут указаны все некоммерческие юридические лица и СМИ, которые более чем на 20% финансируются из-за рубежа, а за уклонение от регистрации грозил бы административный штраф в размере от 10 до 25 тысяч лари, что составляло от 3.8 до 7.6 тысяч долларов США.
Авторы законопроекта об «иноагентах» утверждали, что их цель лишь «информировать», а не ограничивать деятельность НПО и СМИ, утверждая что они желают всего лишь обеспечить «прозрачность иностранного влияния» в Грузии. При этом они утверждали, что взяли за образец аналогичный американский закон, известный как FARA. Однако в Госдепе США заявили, что данный законопроект фактически «основан на аналогичных российском и венгерском, а не на FARA или каком-либо другом американском законе».
Оппозиционные политики, правозащитники и многие СМИ высказали опасение, что этот закон послужит инструментом репрессий, который будет применяться против оппозиции и независимых журналистов. Так, грузинская неправительственная организация IDFI заявляла, что эта законодательная инициатива направлена на «дискредитацию гражданского сектора». Критики законопроекта называли его «российским законом» чтобы подчеркнуть сходство между инициативой властей Грузии и политикой властей РФ, в связи с чем подчерчивалось, что аналогичный закон в России стал инструментом репрессий властей против НКО, СМИ и независимых журналистов.
Несмотря на критику, 20 февраля на заседании бюро парламента был дан ход законопроекту, так как правящая партия «Грузинская мечта» его поддержала.  Против выступили оппозиционные партии «Стратегия Агмашенебели» и «Единое национальное движение». Депутат от оппозиционной партии «Стратегия Агмашенебели» Паата Манджгаладзе заявил о курсе «Грузинской мечты»: «Они не собираются интегрировать страну в Европу, они собираются утопить Грузию в российском болоте». Депутат от партии Лело для Грузии Давид Усупашвили заявил: «Наши власти врагами и носителями угрозы для страны объявляют Европу и демократический Запад».
Против законопроекта выступила и президент Грузии Саломе Зурабишвили, которая к тому моменту все чаще занимала позиции, которые шли вразрез с линией правящей партии «Грузинская мечта». Так, 20 февраля она заявила: «Именно время, когда готовится первоначальная оценка выполнения 12 рекомендаций Европейской комиссии, когда приближение 24 февраля для всех трех стран Ассоциированного трио делает вопрос европейского будущего еще более актуальным, одна из политических групп решает инициировать закон, который по своему содержанию приближает нас не к Европе, а к порочной модели России», добавив, что «Президент Грузии не может поддержать такой закон».
27 февраля «Сила народа» представила второй законопроект об иностранных агентах. Предыдущий законопроект с более мягкими формулировками в движении «Сила народа» назвали «грузинским», заявив что они разработали самостоятельно, тогда как новый «законопроект», предусматривавший за отказ или задержку регистрации наказание в виде лишения свободы на срок до пяти лет, был назван ими «американским». Представитель «Силы народа» Эка Сепашвили заявила: «Поскольку в обществе так много разногласий и спекуляций, я хотела бы подчеркнуть, что этот вариант, который мы дополнительно представили в качестве альтернативного варианта, является точным переводом соответствующего американского законодательства. Мы зарегистрировали это для того, чтобы у общественности была возможность наглядно сравнить два законопроекта во время слушаний в комиссиях и убедиться, насколько лучше тот вариант, который мы изначально представили». Глава правящей партии «Грузинская мечта» Ираклий Кобахидзе заявил, что один из двух законопроектов будет принят «в любом случае».
28 февраля 63 грузинских СМИ заявили, что не будут выполнять требования этого закона, если он будет принят: «Мы, СМИ, подписавшие заявление, категорически против инициированных депутатами парламентского большинства российских законопроектов об „агентах иностранного влияния“. Мы не собираемся работать с этим ярлыком… отказываемся регистрироваться в качестве „агента иностранного влияния“. Это оскорбляет наше профессиональное достоинство». Законопроект подвергли жесткой критике и грузинские НПО. Так в Национальной платформе Форума гражданского общества Восточного партнерства назвали законопроект об иноагентах «антидемократическим, антиконституционным, ограничивающим права человека и дискриминационным по отношению к общественным организациям и СМИ», отметив что он «наносит ущерб европейской перспективе Грузии».
В феврале  законопроект повергался критике и на международном уровне. Так, представители  сорока неправительственных организаций из разных государств в совместном обращении назвали эту инициативу грузинских властей «серьезной угрозой для демократии и гражданского общества Грузии и повторением практики авторитарных государств». Против этого законопроекта выступила и Freedom House. Официальные представители западных партнеров Грузии также выступили с критикой инициативы властей Грузии. Представитель Госдепа США Нед Прайс заявил, что американские власти «обеспокоены возможными последствиями принятия закона для свободы слова и демократии в Грузии», а несколькими днями позднее отметил, что «тот, кто проголосует за этот законопроект, будет нести ответственность за потенциальную угрозу евро-атлантическому будущему» Грузии. С критикой законопроекта выступил и глава дипломатии ЕС Жозеп Боррель. Он отмечал: «Создание и поддержание благоприятной среды для деятельности гражданского общества и обеспечение свободы СМИ лежит в основе демократии. Это также ключ к процессу вступления в ЕС и часть из двенадцати приоритетов».

## Хронология протестов

### 6 марта
6 марта во время заседания комитета по правовым вопросам парламента Грузии, где рассматривали спорные законопроекты об иноагентах, случилась потасовка между членами партии власти и депутатами от оппозиции. В это же время под стенами парламента массовая акция протеста. Демонстранты принесли с собой флаги Грузии и ЕС, скандировали лозунги «Нет российскому закону в Грузии», «Русские», «Рабы»; использовали плакаты с изображением российского президента Владимира Путина и главы правящей партии Грузии Ираклия Кобахидзе.

### 7 марта
Первоначально рассмотрение законопроекта о иноагентах должно было состоятся 9 марта, однако внезапно оно было перенесено на 7 марта.
7 марта законопроект был принят в первом чтении 76 голосами «за»; «против» проголосовали 13 депутатов. Часть оппозиции бойкотировала голосование. Премьер-министр Грузии Ираклий Гарибашвили по этому поводу заявил: «Будущее нашей страны больше не принадлежит иностранным агентам и прислужникам иностранных государств. Будущее нашей страны и нашего народа принадлежит патриотам».
Вечером к зданию парламента пришло от 5 до 10 тысяч протестующих. По утверждению корреспондента Би-би-си, бывшего на месте событий, протестующие явно не готовились к силовому противостоянию с полицией. Однако в какой-то момент полиция начала использовать против протестующих водомёты, после чего протестующие начали попытку штурма ворот парламента, в ответ на что полицейский спецназ применил слезоточивый газ и светошумовые гранаты, а со стороны  протестующих полетели  файеры и коктейли Молотова. К двум часам ночи полиция зачистила центр города от протестующих. По официальным данным полиции Грузии, на протестах было задержано 66 человек, одному из которых вменялось нападение на сотрудника полиции, что грозило от 4 до 7 лет заключения.
Президент Грузии Саломе Зурабишвили поддержала протестующих, пообещав наложить вето на этот закон и заявила: «Я обращаюсь к вам, стоящим этим вечером на [проспекте] Руставели, где и я не раз стояла. Сегодня я стою в Нью-Йорке, и за мной статуя Свободы. Это является символом, ради чего Грузия боролась всегда, ради чего мы дошли до сегодняшнего дня. Я рядом с вами, потому что сегодня вы представляете свободную Грузию».
В то же время глава партии Грузинская мечта Ираклий Кобахидзе назвал протест «попыткой государственного переворота», заявив что действия протестующих могут «привести российские танки в Грузию так же, как в августе 2008 года».

### 8 марта
8 марта в Грузии отмечали Международный женский день и этот день, имеющий в Грузии статус государственного праздника, был выходным. Днем в центре Тбилиси прошли несколько колонн демонстрантов, из которых самым многочисленным был Женский марш. Аналогичные марши  прошли и в Батуми и Кутаиси. Неправительственные организации Грузии заявили о прекращении сотрудничества с грузинским правительством.
Лидеры оппозиции заявляли, что правящая партия Грузинская мечта стала слишком близка с российскими властями, ведя Грузию к авторитаризму. Грузинская оппозиция выдвинула ультиматум властям: отозвать законопроект об иноагентах и освободить задержанных накануне митингующих.
К 21.00 в центре Тбилиси на протесте собралось, по оценкам наблюдателей, примерно вдвое больше  людей чем в предыдущий день. При этом журналисты отмечали, что на этот раз часть протестующих была готова к силовому противостоянию с полицией, у таких демонстрантов были с собой велосипедные или горнолыжные шлемы, маски, физрастворы. Протестующие снесли двухметровый металлический  забор с заднего двора парламента и начали строить из них баррикады, тогда полиция вновь использовала против протестующих водометы и слезоточивый газ, а также специальные акустические устройства.
К полуночи полиция смогла оттеснить протестующих от главных административных зданий, однако отдельные группы протестующих продолжали акции протеста до раннего утра 9 марта, в ходе которых их задерживала полиция.
Президент Грузии Саломе Зурабишвили заявила: «Власти должны осознать, что у них есть последний шанс уменьшить пропасть с обществом, которая все более увеличивается. У них есть последний шанс показать, что они не являются пророссийской силой».
В то же время глава партии Грузинская мечта Ираклий Кобахидзе обвинил «радикальную оппозицию» в подстрекательстве к совершению «беспрецедентного насилия» в ходе митингов.

### 9 марта
Утром 9 марта вышло совместные заявление представителей «Силы народа», «Грузинской мечты» и парламентского большинства, в котором говорилось, что законопроект об иноагентах будет отозван из грузинского парламента. В заявлении говорилось: «Мы видим, что принятый законопроект вызвал разногласия в обществе. Машина лжи смогла представить законопроект в негативном свете и ввести в заблуждение определенную часть общественности. К законопроекту был прикреплен ложный ярлык „российского закона“, а его принятие в первом чтении было представлено в глазах части общества как отход от европейского курса». Также в заявлении утверждалось, что «радикальным силам удалось вовлечь часть молодежи в противоправную деятельность» и выражалась благодарность полицейским за то, что они «терпеливо и по самым высоким стандартам отреагировали на насилие». При этом оппозиция не доверяла «Грузинской мечте», предполагая, что партия власти просто решила переждать волну протестов и при более благоприятных обстоятельствах „возродить“ спорный законопроект.
В тот же день прошли новые акции протестов в Тбилиси, в ходе которых представители парламентской оппозиции потребовали отставки правительства Грузии и досрочных парламентских выборов. Протестующие вышли с флагами Грузии, ЕС и Украины. Некоторые оппозиционеры утверждали, что протесты не прекратятся до тех пор, пока курс в Европу станет «незыблемым». Член партии Гирчи — Больше свободы Цотне Коберидзе заявил: «Есть много молодых людей, которые не доверяют „Грузинской мечте“ и считают, что гарантом сближения страны с Западом являемся мы». Депутат от партии Единое национальное движение Ираклий Фавленишвили заявил, что нельзя считать победой отзыв законопроекта об иноагентах «на фоне того, когда десятки молодых людей арестованы, а местонахождение многих неизвестно. Все они должны быть освобождены».
Президент Грузии Саломе Зурабишвили по поводу отзыва законопроекта заявила: «Я хочу поздравить общество с первым успехом. Я горжусь людьми, которые заставили услышать себя».

### 10 марта
10 марта 2023 года один из двух законопроектов был отозван, в то время как другой был отклонён в ходе голосования на втором заседании парламента: один голос «за», 36 голосов «против» и 76 воздержавшихся.
Хотя законопроект об иноагентах и был провален, глава партии Грузинская мечта Ираклий Кобахидзе заявил: «Законопроект выполнил важную работу с различных точек зрения. Все признали, что иноагентство постыдно, независимо от того, чьим бы вы агентом не являлись. Всем стало известно об НПО, которые занимаются негосударственной деятельностью, выдвигая публичные требования об отставке правительства, что несовместимо с их профилем, а также объявление легитимных выборов сфальсифицированными, нецензурной бранью в адрес церкви, пропагандой ЛГБТ, организацией провокаций возле разделительных линий – очевидно, что эти организации работают против интересов Грузии. И, наконец, главное достижение – никогда руками НПО не удастся реанимировать правление „Нацдвижения“. Я благодарю всех, кто инициировал и поддержал в первом чтении этот законопроект».
Депутат от «Грузинской мечты» Михаил Сарджвеладзе заявил, что «власти ценой небольшой уступки удалось предотвратить управляемый из-за рубежа революционный переворот». В то же время депутат от оппозиционной партии «Лело для Грузии» Анна Нацвлишвили говорила: «Мы не должны останавливаться, пока не сменится пророссийское правительство и у нас не будет европейской власти».
В этот же день МВД Грузии сообщило об освобождении всех задержанных в ходе протестов в предыдущие дни.
После этого мартовская волна протестов в Грузии быстро сошла на нет, так как исчез основной источник напряжения — законопроект об иноагентах.

## Реакция

### Запад
Практически все западные партнеры Грузии резко отреагировали на действия грузинских властей. 7 марта глава дипломатии ЕС Жозеп Боррель назвал голосование за законопроект о иноагентах «очень плохим событием для Грузии и ее народа», отметив: «Законопроект в его нынешнем виде рискует оказать сдерживающий эффект на гражданское общество и средства массовой информации с отрицательными последствиями для многих грузин, получающих выгоду от их работы». Он отметил, что окончательное  принятие закона может «иметь серьезные последствия» для отношений Грузии и ЕС, а сам этот законопроект не отвечает нормам Европейского Союза. В тот же день посольство США в Грузии назвало происходящие события «черным днем для грузинской демократии».

### Украина
9 марта президент Украины Владимир Зеленский поддержал протестующих в Грузии, заявив что Украина желает быть в Европейском союзе вместе с  «дружеской Грузией». Он заявил: «Хочу поблагодарить всех, кто в эти дни на площадях и улицах Грузии держал украинские флаги. Хочу поблагодарить за наш национальный гимн, раздававшийся в Тбилиси. Это уважение к Украине, и я хочу выразить искреннее уважение Грузии».
Премьер-министр Грузии Ираклий Гарибашвили в ответ обвинил обвинил Зеленского во вмешательстве во внутренние дела страны. Он заявил: «Когда находящийся в состоянии войны человек находит время прокомментировать деструктивную акцию, в которой участвуют несколько тысяч человек, это прямое доказательство тому, что этот человек вовлечен и хочет, чтобы здесь что-то произошло, изменилось». Также указав на ряд украинских деятелей, которые говорили о  том, что Грузии нужны перемены, Гарибашвили заявил: «Сначала позаботьтесь о себе и своей стране, а мы позаботимся о своей».

### Россия
10 марта пресс-секретарь президента РФ Дмитрий Песков заявил: «Мы видим, что чья-то рука, нельзя сказать «невидимая», она вполне видимая. Мы видим, откуда президент Грузии обращается к своему народу, она же не из Грузии обращается к грузинам и грузинкам, она обращается из Америки. И чья-то видимая рука старательно пытается добавить сюда антироссийские элементы». Также Песков говорил о «рисках провокаций» в отношении подконтрольных сепаратистам  Абхазии и Южной Осетии.
После отзыва из грузинского парламента законопроекта об иноагентах спикер Госдумы РФ Вячеслав Володин заявил, что «Грузия лишилась шанса на суверенитет», так по его словам он «ограничивал влияние Вашингтона на внутриполитическую жизнь страны». По его словам, «Если бы документ приняли, Грузия смогла бы контролировать средства, поступающие из-за границы на финансирование политических партий, а попросту говоря оппозиции, СМИ, общественных организаций, формирующих антигрузинскую повестку». Согласно Володину, Вашингтон использовал «мягкую силу» и вывел людей на улицы, в результате чего власти Грузии были «вынуждены были подчиниться, но не воле народа, а Соединенным Штатам».
Главный редактор телеканала RT Маргарита Симоньян заявила, что протесты в Грузии инспирированы из-за рубежа с целью вовлечения Грузии в войну с Россией. При этом Симоньян заявила, что если Грузия попробует вернуть контроль над Абхазией, то с ней «никто цацкаться не будет и войска туда посылать не будет, а просто шарахнут сразу по Тбилиси, особо не разбирая».

## Последующие события
12 марта 2023 года в интервью телекомпании «Имеди» грузинский премьер-министр Ираклий Гарибашвили заявил: «Я видел несколько фотографий, и был поражен, некоторые люди, молодые люди, были одеты в форму сатанистов». По словам главы правительства, «деструктивные», «экстремистские» и «анархистские» силы хотели вызвать «постоянную дестабилизацию и хаос» в Грузии, чтобы открыть «второй фронт» в Грузии против России. При этом он говорил, что Грузия  рассчитывает получить статус кандидата в ЕС до конца года.
14 марта 2023 года сторонники Alt-Info провели свою акцию в Тбилиси, в ходе которой они сняли и сожгли флаг ЕС, который висел у стен парламента Грузии, скандируя при этом антизападные и гомофобные лозунги. Они выступили против «расширения западного влияния» в Грузии, налаживание отношений с Россией и проведение референдума по поводу закона об иноагентах.

## Оценки
В разгар протестов грузинские журналисты говорили изданию Важные истории: «Мы сражаемся, потому что этот закон представляет угрозу для всей страны и нашего будущего». Редактор издания JAMnews Софо  Букия заявляла: «это аналог российского закона. Мы все видим, что произошло в России из-за этого закона, как он оброс всякими поправками после 2012 года, к чему все это привело. И сейчас в России нет ни одного независимого СМИ, которое не объявлено „иноагентом“ и может работать из России». По ее словам «Грузинская мечта» пыталась принять этот закон с целью остаться у власти после выборов 2024 года.  Журналистка Нино Бакрадзе утверждала: «Правительство Грузии хотело принять этот закон об „иноагентах“, чтобы с его помощью заставить замолчать организации и независимые СМИ в стране, которые критикуют действующее правительство».
Протесты в Грузии некоторые СМИ сравнивали с украинским Евромайданом.  Так, украинский политолог Александр Сушко проводил прямую параллель между украинской Партией регионов и «Грузинской мечтой»: «У этих людей очень типичны фатальные ошибки: отказаться от евроинтеграции (Украина, 2013) или провозгласить европейски настроенных граждан «иностранными агентами», что по сути является тем же отказом от евроинтеграции (Грузия, 2023). И стараться силой подавить протесты». Однако политолог Владимир Фесенко отмечал, что в последнее  время  «столкновения перед парламентом, массовые акции проходили в Грузии почти каждый год», приводя в пример протесты 2019 года, вызванные посещением российских депутатов парламента Грузии, но все эти протесты не приводили к изменениям ситуации в Грузии.
Обозреватель Дмитрий Мониава отмечал, что несмотря на отзыв спорного законопроекта из парламента, оппозиционные партии не сумели достичь своих стратегических целей: внеочередные выборы не были назначены, правительство в отставку не ушло, а тема освобождения от тюремного заключения Михаила Саакашвили в ходе протестов так и осталась в тени других проблем.
Обозреватели Фонд Карнеги отмечали, что при «Грузинской мечте» страна дрейфует в сторону авторитаризма. Грузинская власти систематически маргинализируют основные оппозиционные партии, и пользуясь поддержкой Грузинской православной церкви, укрепляет свою вертикаль власти, опираясь на лояльные СМИ. Это отодвинуло грузинское руководство от Запада,  но  вызвало симпатии со стороны Москвы. При том, что власти Грузии продолжали декларировать курс  на вступление в ЕС, однако они все чаще прибегали к изоляционистской и ультраконсервативной риторике. По их мнению, протесты против закона об иноагентах показали грузинской власти, что ей не удастся сочетать укрепление собственной власти и интеграцию с ЕС подобно тому, как это делал венгерский премьер-министр Виктор Орбан. Однако они отмечали, что противоречиями между Западом и Грузией может воспользоваться Россия, имперские амбиции которой распространяются и на Грузию.